# Parroquia de Carlota
La parroquia de Carlota (inglés: Charlotte Parish) es una de las divisiones administrativas de San Vicente y las Granadinas. Su capital es Georgetown, la ciudad más grande y poblada del distrito. Esta parroquia es la más extensa de todo San Vicente y las Granadinas. Posee una población de 38000 habitantes y una superficie de 149 kilómetros cuadrados, por lo que su densidad es de 255,03 personas por km².
Otros pueblos y ciudades:
- Adelphi
- Bequia
- Biabou
- Byera Village
- Chapmans
- Colonarie
- Fancy
- Friendly
- Georgetown
- Greiggs
- Mesopotamia
- New Sandy Bay Village
- North Union
- Orange Hill
- Peruvian Vale
- Rabaka
- Richland Park
- Sans Souci
- South Rivers
- Turema

- Datos: Q2075188
- Multimedia: Charlotte Parish, Saint Vincent and the Grenadines / Q2075188